# Луб'яний Володимир Якович

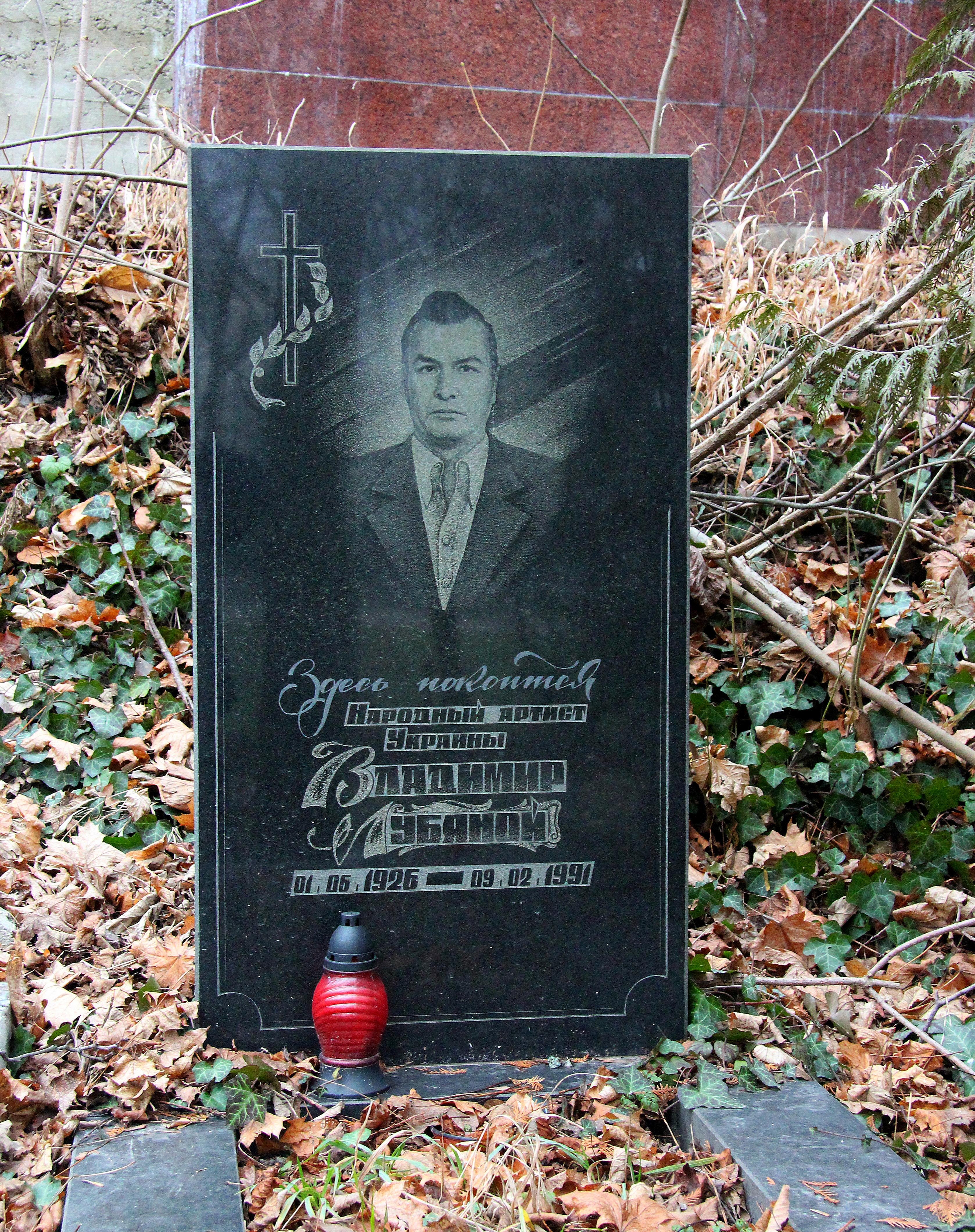

Володи́мир Я́кович Луб'яни́́й (нар. 1 липня 1926, Краснодар — пом. 9 лютого 1991, Львів) — російський та український радянський співак (бас), народний артист УРСР (1972).

## Біографія
Навчався в Алма-Атинській консерваторії, 1953 року закінчив Мінську консерваторію — по класу О. М. Курганова та Є. Е. Вітінга.
У 1953—1960 роках працює у Мінську — соліст Білоруського театру опери та балету, у 1960—1963 роках — Азербайджанського.
У 1963—1988 роках — на роботі у Львівському театрі опери та балету ім. І. Франка.
Помер у Львові, похований на 80-му полі Личаківського цвинтаря.
Виконував партії:
- Валько, «Молода гвардія» Мейтуса,
- Кочубей, «Мазепа» Чайковського,
- Борис Годунов — однойменна опера Мусоргського,
- Захар Беркут — «Золотий обруч» Лятошинського,
- Філіпп — «Дон Карлос» Верді,
- Собакін — «Царська наречена».